# Cenina

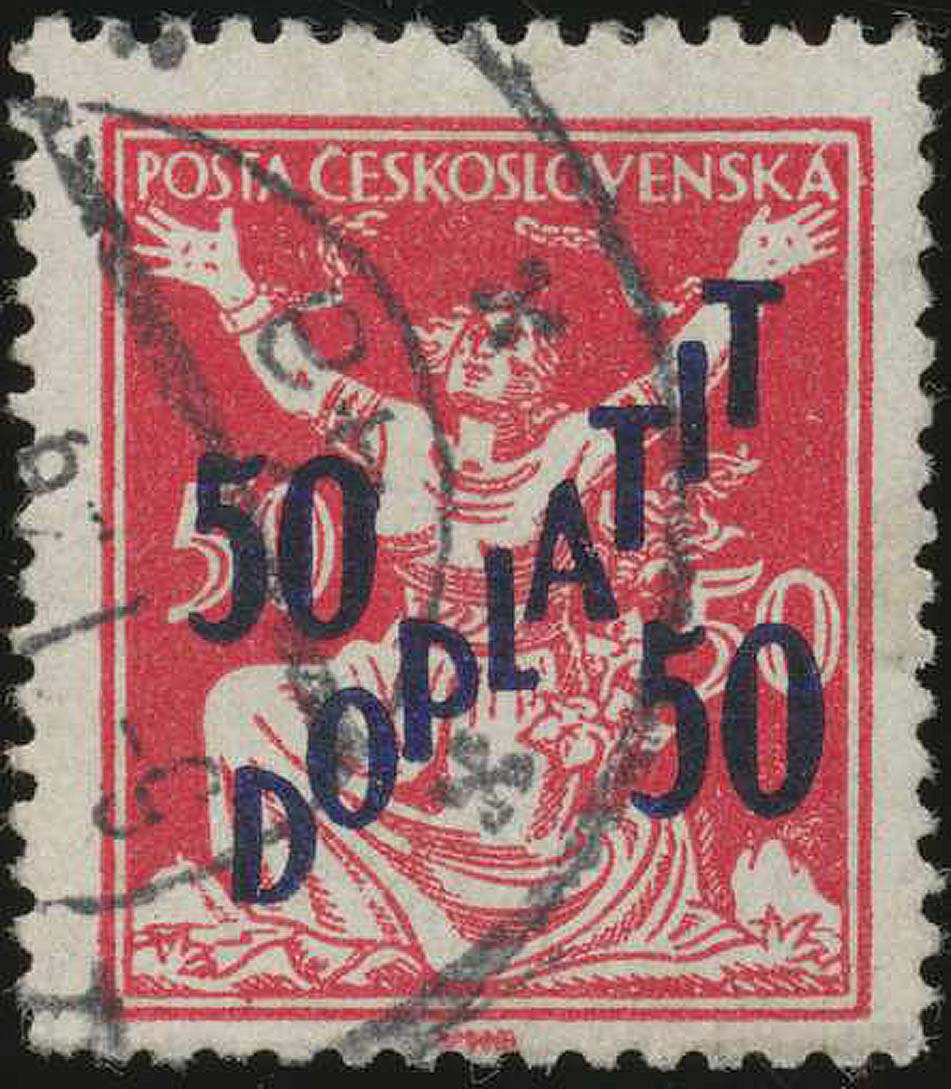
Poštovní známky jsou jedním z nejstarších typů cenin. Při použití jsou znehodnoceny orazítkováním.

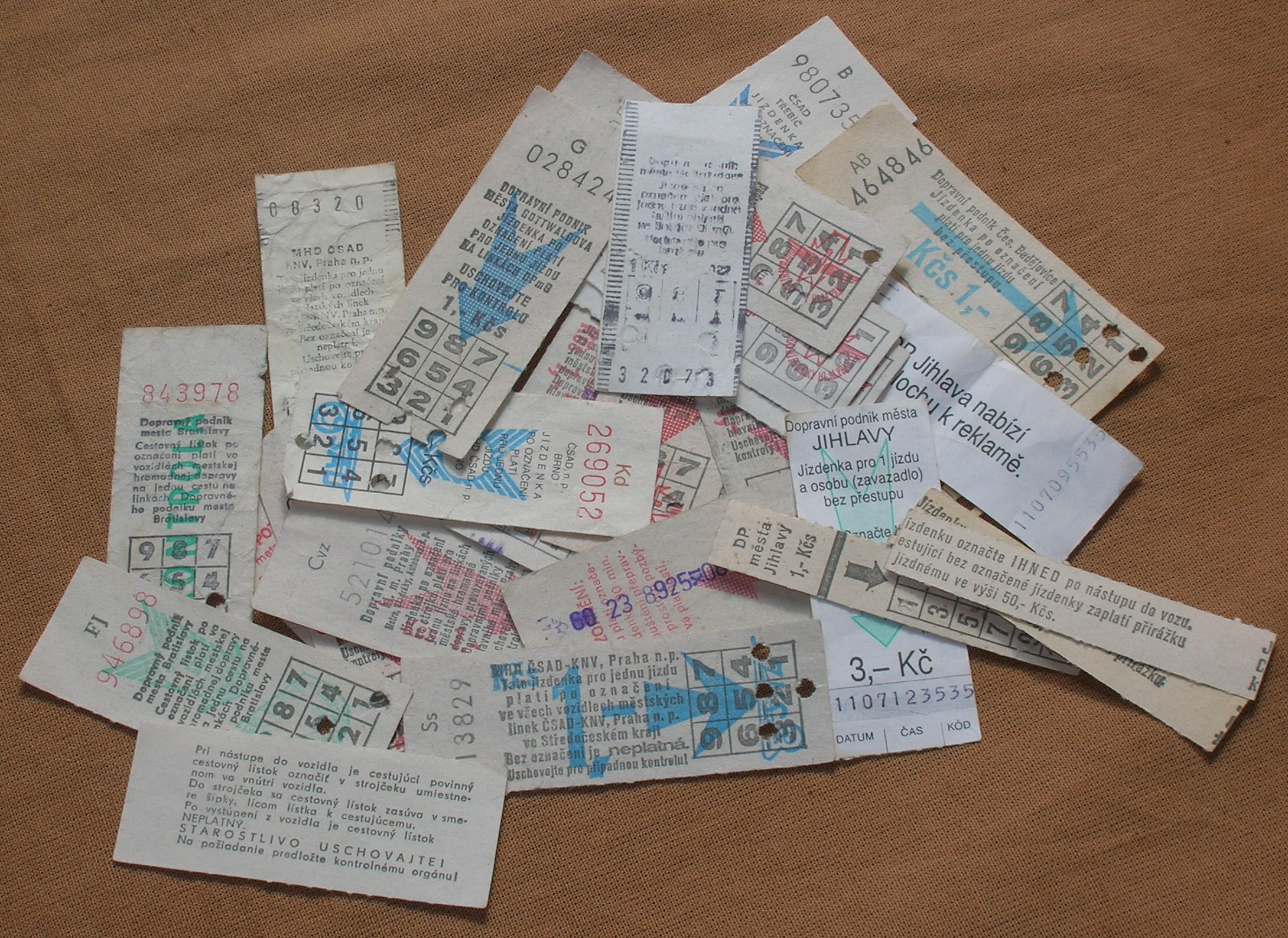
Jízdenky mají charakter ceniny zejména tehdy, jsou-li předplatní nebo z předprodeje. Jízdenky z předprodeje se při nástupu jízdy znehodnocují perforací, odstřižením, razítkem nebo zápisem

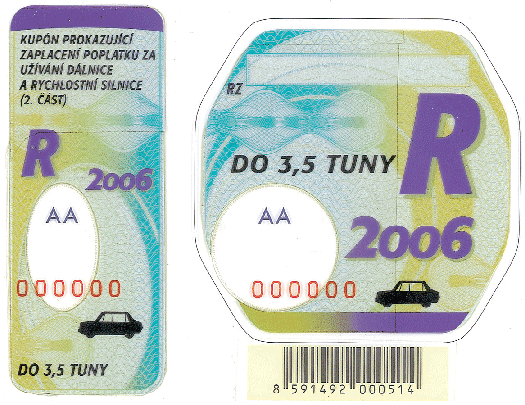
Novodobými ceninami jsou dálniční kupóny, potvrzující zaplacení paušálního časového poplatku

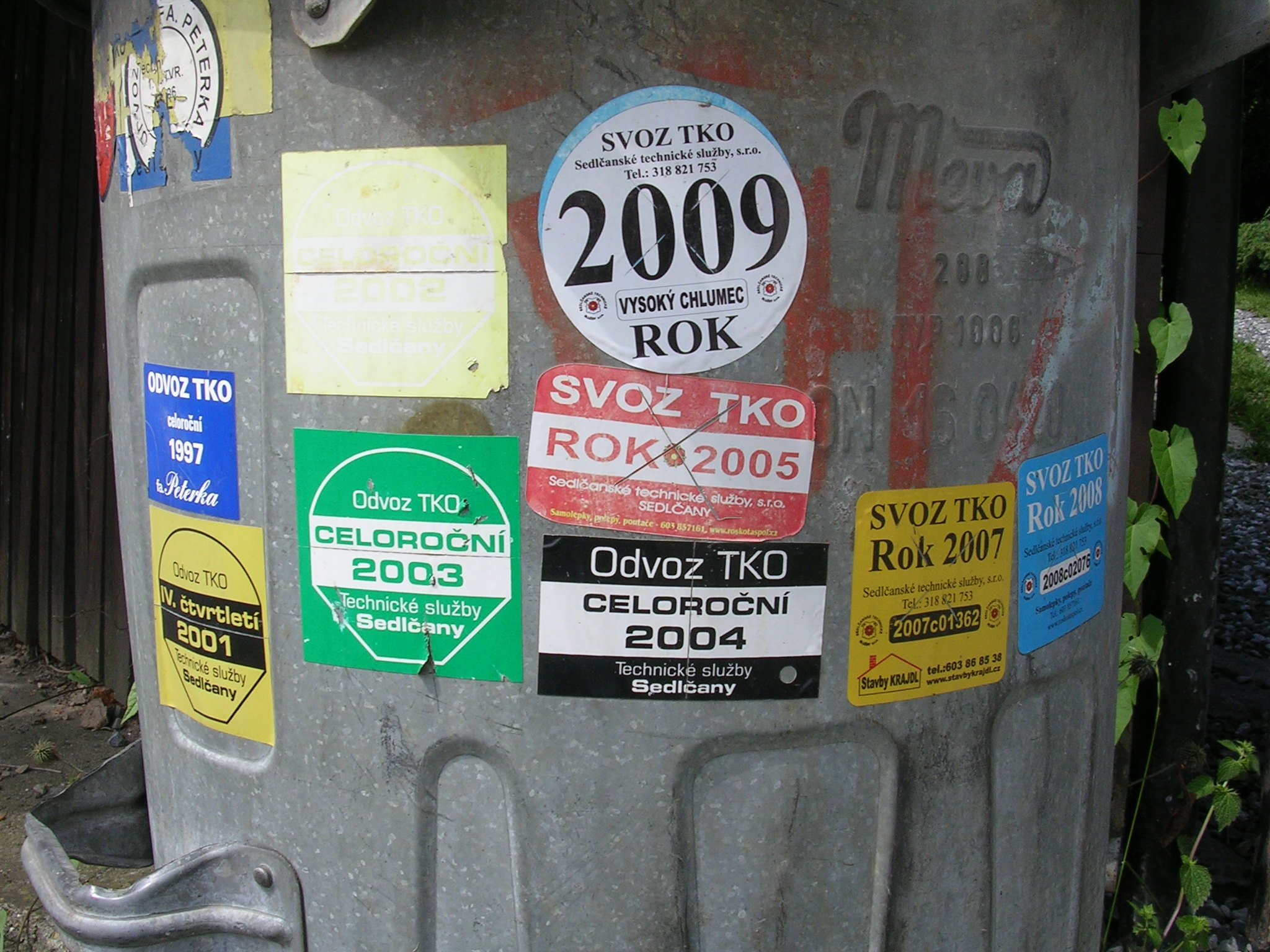
Ceninami jsou i nálepky potvrzující zaplacení poplatku za svoz odpadu

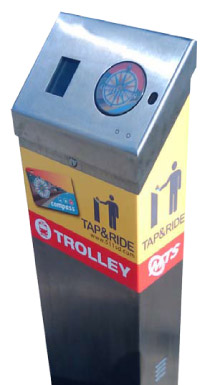
Moderní ceniny mají často podobu čipové karty

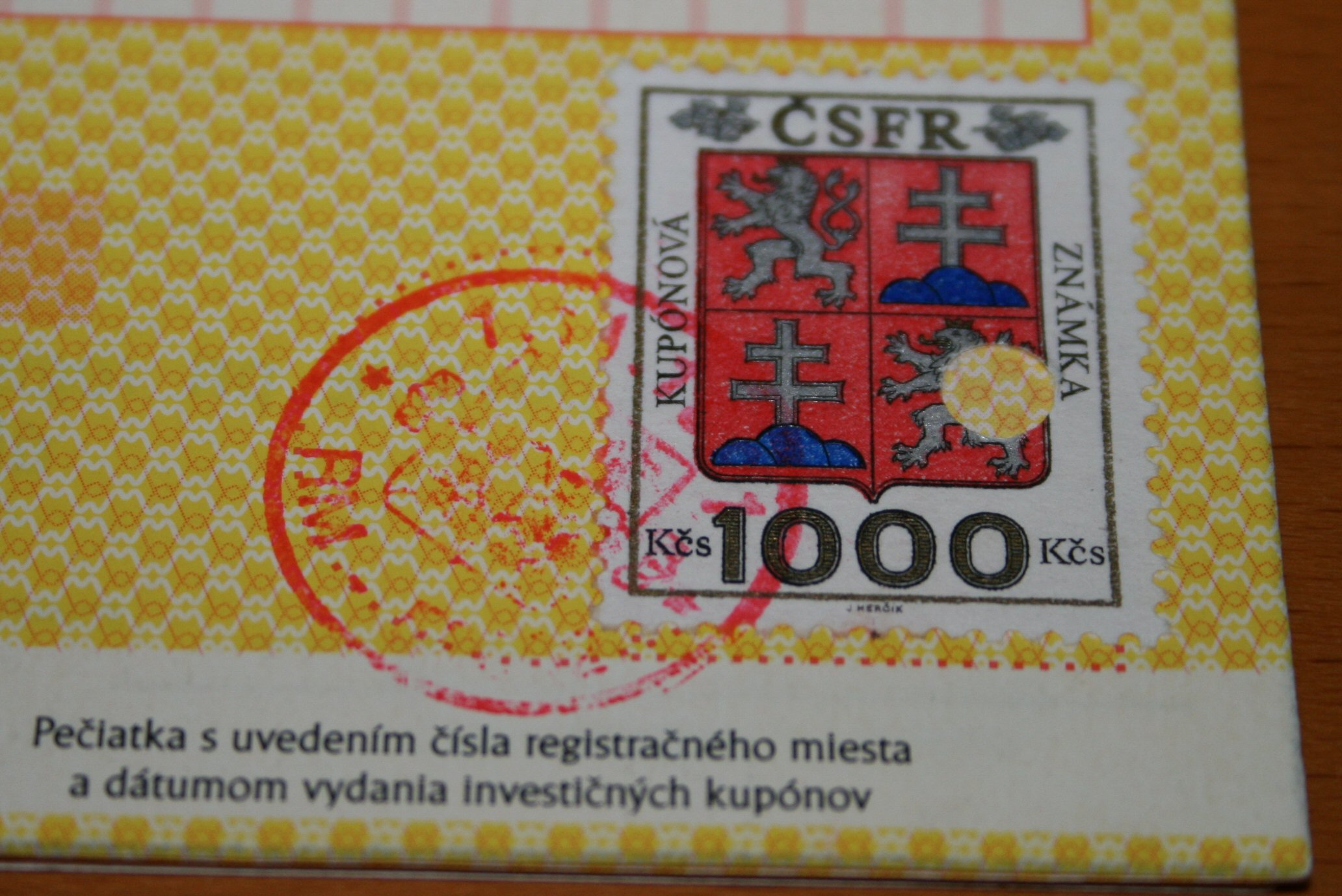
Kupónová známka byla speciální cenina pro kupónovou privatizaci. Samotné kupóny z kupónové knížky byly cennými papíry.

Cenina je účelový platební prostředek, tj. oběžné aktivum v určité hodnotě (forma finančního majetku), které slouží jako ekvivalent (náhražka) peněz, avšak pouze pro vymezený účel nebo účely, například k úhradě určitých služeb, k platbě určitých poplatků, k nákupu určitého zboží nebo v určitých provozovnách či určité síti provozoven. Z hodnoty ceniny je čerpáno při jejím použití.
Úplný výčet druhů cenin neexistuje, nové druhy cenin vznikají a některé staré zanikají. Slovník spisovné češtiny jako první význam uváděl poštovní známku či celinu a jako druhý význam „prodejný, přísně zúčtovatelný tiskopis“. Opatření ministerstva financí ve stanoveném postupu účtování definuje ceniny tak, že jimi jsou „zejména poštovní známky, kolky, dálniční známky, stravenky do provozoven veřejného stravování, telefonní a ostatní karty, mají-li hodnotu apod.“
Za ceniny se nepovažují peníze (bankovky a mince), cenné papíry (včetně směnek a šeků), poukázky k zúčtování a bankovní platební karty (obdobné „platební “karty vydávané jinými subjekty než bankami, například tzv. elektronické peněženky, čipové jízdenky nebo poukázky na benzín, stravování atd., však ceninami být mohou).
Německý občanský zákoník (§ 807) nazývá ceniny „kleine Inhaberpapiere“ (malé cenné papíry na majitele) a řadí je mezi cenné papíry na majitele či doručitele. Český občanský ani obchodní zákoník pojem cenin nezavádí a nedefinuje, ale termín je používán ve speciálních zákonech, například o daních a účetnictví. Některými druhy cenin (například poštovní známky, kolkové známky, jízdenky) se samostatně zabývají speciální zákony.

## Historie termínu
Slovo cenina je novotvar, který byl jazykovědci poprvé zaznamenán v roce 1918. Kromě terminologického významu se řídce objevuje i v obecném významu jako výraz pro cennost (cennou věc). V první polovině 20. století v češtině i slovenštině psaní slova kolísalo mezi tvary cennina a cenina a jazykovědci se o správnou variantu přeli, zvítězil však jednodušší tvar „cenina“ (ale „cennost“ se píše nadále s dvěma „n“).

## Formy cenin
Tradiční formou ceniny je lístek či nálepka, známka, kupón, sešitek či knížka aj., podobnou povahu však může mít například žeton, nověji mají podobnou funkci elektronická média (zejména čipové karty). Ceniny v závislosti na svém charakteru a ceně bývají opatřeny různými ochrannými prvky proti padělání.
Při použití je cenina zpravidla znehodnocena (orazítkováním, zápisem, perforací, odtržením některé části, u elektronických cenin úpravou záznamu na čipu nebo v databázi aj.) nebo odebrána, popřípadě její hodnota zanikne uplynutím nebo zrušením její platnosti nebo uplynutím události, pro niž byla určena.

## Typy cenin podle určení
Ceniny lze dělit podle určení:
- ceniny k úhradě poplatků nebo daní
  - kolkové známky, v ČR § 59 odst. 3 zákona ČNR č. 337/1992 Sb., o správě daní a poplatků, vyhláška č. 192/1993 Sb., o kolkových známkách – pro platbu poplatků ve prospěch státu (nikoliv ve prospěch obcí), a to správních poplatků a soudních poplatků
  - dálniční nálepky, v ČR § 20 zákona č. 13/1997 Sb., o pozemních komunikacích
  - tabákové nálepky, prokazující zaplacení spotřební daně
  - kontrolní pásky ke značení lihu,[2] které prokazují zaplacení spotřební daně výrobcem či dovozcem, v ČR dle § 5 a 6 zákona č. 676/2004 Sb., o povinném značení lihu, a nařízení vlády č. 172/2006 Sb.
  - nálepky, žetony nebo jiné ceniny potvrzující zaplacení poplatku za svoz odpadu
- ceniny k úhradě služeb
  - poštovní známky, v ČR § 35 zákona č. 29/2000 Sb., o poštovních službách
  - dopravní ceniny (jízdenky všech druhů, místenky, letenky, některé zavazadlové lístky)
  - vstupenky
  - telefonní karty (pro veřejné automaty i dobíjecí karty pro mobilní telefony)
  - stravenky, zejména určené k platbám v podnicích veřejného stravování a veřejných prodejnách; v ČR nemají samostatnou legislativní úpravu
  - poukázky na úhradu různých jiných služeb: cestovní poukázky (na zajištění dovolené), poukázky na sport a kulturu, na preventivní a nadstandardní zdravotní péči, na vzdělávání atd., tuto povahu má i lokální měna, jakou je například Křižánecká koruna
- ceniny k platbám za zboží
  - některé druhy stravenek (viz výše)
  - dárkové poukázky na nákup zboží
  - slevové poukázky

## Ceniny v účetnictví
Ceniny se účtují jako krátkodobý finanční majetek, a to bez ohledu na jejich dobu platnosti. Dle § 25 odst. 1 písm. e) a § 38a zákona č. 563/1991 Sb., o účetnictví, a dle § 7b odst. 3 zákona ČNR č. 586/1992 Sb., o daních z příjmů, se oceňují výhradně jmenovitou hodnotou, a to i tehdy, byly-li zakoupeny za jinou cenu. Ceniny, jejichž nominální hodnota je vyjádřena v jiné než české měně, se oceňují v české měně (podle směnného kursu) souběžně s oceněním v příslušné zahraniční měně. O ceninách bez nominální hodnoty (například nové české poštovní známky označené písmeny) se daňové a účetnické zákony speciálně nezmiňují. Český účetní standard pro podnikatele č. 016 má pro ceniny číslo účtu 213, při pořízení se zaúčtovávají prostřednictvím účtu 259 – Pořízení krátkodobého finančního majetku nebo přímo na účet 213. Podle účetních standardů musí ceniny podnikatel evidovat v knize cenin.

## Právní ochrana cenin v České republice
Zatímco kopírování či zobrazování peněz, cenných papírů, šeků a bankovních platebních karet je v České republice regulováno § 20 zákona o České národní bance a prováděcí vyhláškou ČNB, u cenin takto obecná právní regulace neexistuje.
Český trestní zákoník č. 40/2009 Sb. v § 233 stanoví trestnost padělání a pozměňování peněz a v § 234 trestnost neoprávněného opatření, padělání a pozměnění platebního prostředku. Mezi příklady takto chráněných platebních prostředků jsou však jmenovány platební karty, elektronické peníze, šeky a šekové karty, avšak žádná typická cenina, tedy ceniny v tomto ustanovení zřejmě za platební prostředky považovány nejsou. Padělání a pozměnění předmětů k označení zboží pro daňové účely a předmětů dokazujících splnění poplatkové povinnosti je trestné podle § 245, přičemž tato ochrana se vztahuje na „předměty vydávané orgánem veřejné moci nebo jím zmocněnou právnickou osobou jako doklad o splnění poplatkové povinnosti“. Speciální ustanovení v § 246 je věnováno padělání a pozměňování poštovních nebo kolkových známek, přičemž trestné je pouze faktické zneužití, nikoliv například neziskové vyhotovení rozmnoženiny či věrné napodobeniny.
Neoprávněné zhotovení reprodukce ceniny a neoprávněné zhotovení nebo uvedení do oběhu předmětu, který by mohl být zaměněn s ceninou, anebo neprávněné užití takového předmětu, je přestupkem proti pořádku ve státní správě vyskytující se na více úsecích státní správy podle § 2 odst. 1 zákona č. 251/2016 Sb., o některých přestupcích, s možnou pokutou do 10 000 Kč. Žádný zákon však obecně nestanoví, kdy je zhotovení reprodukce ceniny neoprávněné.
V praxi je padělání jízdenek v ČR stíháno například jako trestný čin podvodu. V některých státech se této činnosti věnují i organizované skupiny ve velkém.
Právní regulací poštovních známek se zabývá § 35 zákona č. 29/2000 Sb., o poštovních službách, který dává státu výlučné právo poštovní známky vydávat a držiteli poštovní licence povinnost hradit náklady na vydávání a výlučné právo je uvádět do oběhu. Do jednoho roku po skončení platnosti známky má její držitel právo na výměnu nebo zpětný odkup.
Pro autorskoprávní ochranu cenin platí obecná ustanovení autorského zákona, přičemž je sporné, zda a které ceniny vydávané orgány veřejné moci nebo související s poplatky nařízenými zákonem lze považovat za úřední dílo, které je podle autorského zákona vyjmuto z ochrany práva autorského. Rovněž může být sporné, které ceniny jsou originálním výsledkem tvůrčího díla autora.